# Asuridia subcruciata
Asuridia subcruciata är en fjärilsart som beskrevs av Rothschild 1913. Asuridia subcruciata ingår i släktet Asuridia och familjen björnspinnare. Inga underarter finns listade i Catalogue of Life.